# Zio Paperone e la cassaforte di cristallo
Zio Paperone e la cassaforte di cristallo, nota anche come Zio Paperone - Una cassaforte non tanto forte o Paperon de' Paperoni e la cassaforte di cristallo, (Uncle Scrooge – The Unsafe Safe) è una storia a fumetti del 1962 con personaggi della Disney realizzata da Carl Barks.

## Trama
Paperone grazie ad un paio di occhiali nuovi indistruttibili ha un'idea: creare un deposito con lo stesso materiale, un vetro speciale. Dopo vari fallimenti compiuti dai Bassotti anche Amelia sembra rinunciarvi scoprendo che l'unica cosa che può rompere quel composto è il grido dell'uccello Urlatore del Tanganika, la ricerca inizia.

## Storia editoriale
Composta da composta da diciannove tavole, venne pubblicata negli USA, nel numero 30 di giugno-agosto 1962 della rivista Uncle Scrooge; in Italia venne pubblicata il 29 luglio 1962  sul numero 348 di Topolino.
Altre pubblicazioni italiane
- Gli Albi di Topolino n. 677 (29/10/1967)
- Io, Paperone 1ª edizione (10/1972)
- Io, Paperone 2ª edizione (8/1979)
- Paperino d'oro n. 7 (12/1979)
- Paperino n. 47 (2/1987)
- Zio Paperone n. 14 (12/1988)
- Zio Paperone n. 82 (7/1996)
- La grande dinastia dei paperi n. 25 (14/7/2008)